# Новое Бахтиарово
Но́вое Бахтиа́рово (чув. Вӑтаяль) — деревня в Батыревском районе Чувашской Республики. Входит в состав Тойсинского сельского поселения.

## География
Расстояние до Чебоксар — 150 км, до райцентра — 12 км, до ближайшей железнодорожной станции 66 км. Расположена на левобережье р. Була.

## Этимология
Чувашское название деревни Вăтаел произошло от название реки Ута, на берегу которой жили основатели деревни до переселения на нынешнее место.

## История
Возникла как поселение служилых чувашей. Основана в 1642 году переселенцами из деревни Бахтиарово Утинской волости Свияжского уезда (ныне Янтиковского района) на небольшой поляне (это место жители деревни до сих пор называют «Кив çурт вырăнĕ» (рус. «Место старого дома»). Через некоторое время перебрались на другое место. Первоначально селение называлось Бахтиарово. Ко времени проведения ясачной переписи (1704—1705) деревня стала называться Новое Ахпердино.
Население Нового Ахпердина было насильно крещено в 1742 году. Хотя и большинство людей были крещены, многие по-прежнему продолжали пребывать в языческой вере.
Деревня Новое Бахтиарово входила в состав Батыревской волости Буинского уезда Симбирской губернии. В 1724—1835 жители являлись государственными крестьянами, до 1863 — удельными крестьянами; занимались земледелием, животноводством, пчеловодством, бакалейной торговлей, отхожими промыслами: нанимались пастухами и пильщиками в селения Буинского и соседних уездов. С переводом из государственных крестьян в удельные, крестьяне деревни лишились лучших земель. В первый год после перевода в удел у них было отрезано 10 десятин, в пользу удела в виде общественных запашек, а в 1858— 3 раза больше.
Согласно Памятной книге Симбирской губернии на 1868, тогда в деревне Новое Ахпердино было 60 дворов, проживали 151 мужчина и 157 женщин.
В начале XX века действовало 7 торгово-промышленных заведений. В 1930 образован колхоз «Высокая Гора».
Число дворов и жителей: в 1646 — 1 двор; 1721 — 60 муж.; 1795 — 33 двора, 119 муж., 121 жен.; 1869—155 муж., 161 жен.; 1897 — 79 дворов, 253 муж., 244 жен.; 1926—130 дворов, 340 муж., 391 жен.; 1939—398 муж., 494 жен.; 1979—378 муж., 442 жен.; 2002—194 двора, 531 чел.: 249 муж., 282 жен.; 2010—151 част. домохозяйство, 413 чел.: 197 муж., 216 жен.

## Инфраструктура
Функционирует ООО "Агрофирма «Звезда» (2010). Имеются фельдшерский пункт, клуб, библиотека, магазин.